# Dienvidsusēja
Dienvidsusēja är en flod i Lettland, även känd som Susėja. Den är 114 km lång och är en biflod till Nemunėlis.
De största byarna som floden passerar är Gārsene, Aknīste, Nereta och Ērberģe.